# Dorsale delle Galápagos

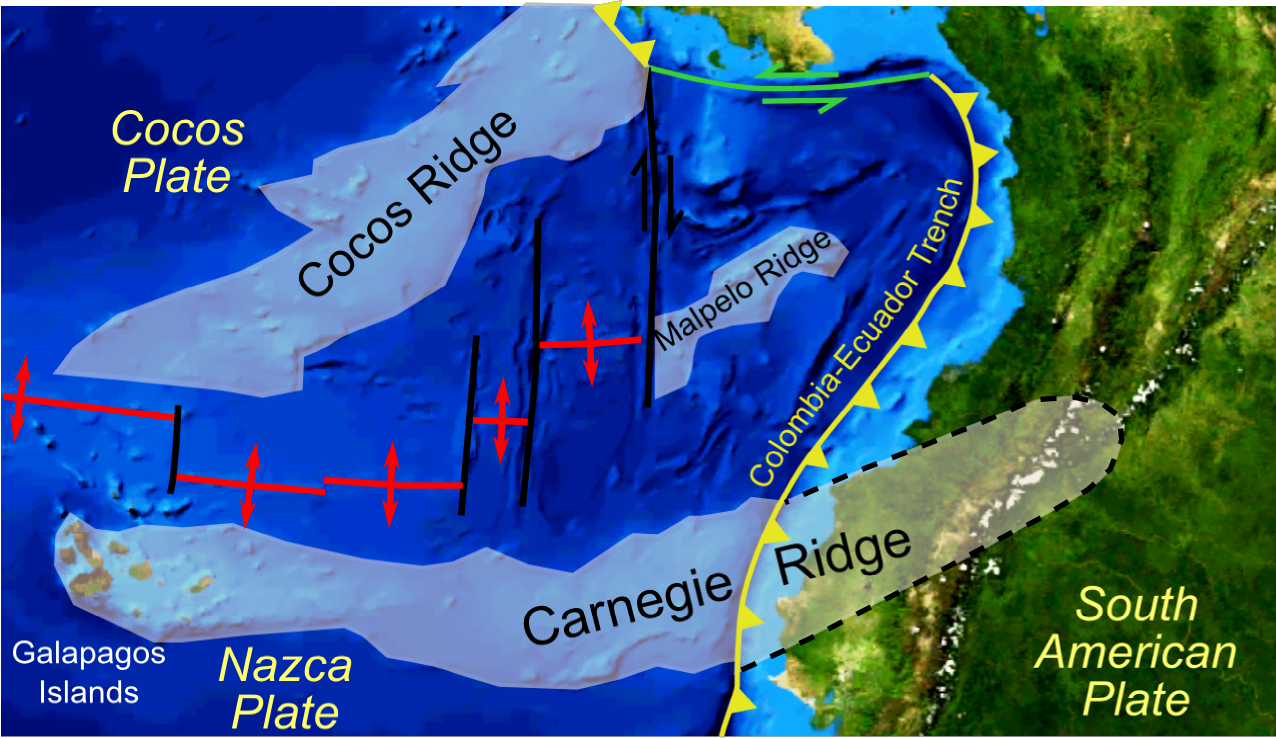
Margini delle dorsali asismiche e delle placche al largo del Sud America

La dorsale delle Galápagos è un margine divergente situato tra la costa del Sud America e la tripla giunzione tra la placca di Nazca, la placca delle Cocos e la placca pacifica.
Sul punto caldo delle Galápagos si trovano le isole Galápagos, che sono vulcanicamente attive.
La placca delle Galápagos è una microplacca distinta posizionata sulla dorsale, appena a sudest della tripla giunzione. 
La dorsale delle Cocos si dirige in direzione nordest dalle Galápagos verso le coste della Costa Rica e di Panama. La dorsale Carnegie punta verso est fino alla costa ecuadoriana.
La dorsale delle Galápagos è attualmente attiva. Il vulcano Fernandina sull'isola omonima, la più occidentale della catena, è andato in eruzione il 12 maggio 2005, emettendo da una fessura sul fianco occidentale del vulcano, una colonna di cenere che si è innalzata fino a una altezza di 7 km. La cenere vulcanica è poi ricaduta sulla vicina isola Isabela. Su quest'ultima isola si trova il vulcano Alcedo, che ha eruttato l'ultima volta negli anni 1950.